# Dijecezanski kler
Dijecezanski kler ili dijecezansko svećenstvo pojam je kojim se u kršćanstvu označavaju đakoni i svećenici koji nisu monasi ili na neki drugi način članovi posvećenog života. Takav svećenik se obvezuje na određeno zemljopisno područje i zaređen je u službu vjernika određene biskupije. To uključuje služenje svakodnevnim potrebama ljudi u župama, ali njihovo djelovanje nije ograničeno na ono u njihovoj župi.
Sveti Toma Becket zaštitnik je svjetovnog klera. Sveti Ivan Vianney zaštitnik je župnika. Sveti Stjepan je zaštitnik đakona.